# Eleonora Ciabocco
Eleonora Ciabocco (* 4. März 2004 in Macerata) ist eine italienische Radrennfahrerin, die auf der Straße und der Bahn aktiv ist.

## Sportliche Laufbahn
Mit dem Radsport begann Ciaboccio im Alter von vier Jahren. Über alle Altersklassen war sie im Nachwuchsbereich auf nationaler Ebene eine der erfolgreichsten Fahrerinnen ihres Jahrgangs. Durch das italienische Radsportmagazin tuttoBICI wurde sie bereits als beste Newcomerin des Jahres 2018 und beste U17-Fahrerin des Jahres 2020 ausgezeichnet. Als Juniorin wurde sie 2021 und 2022 jeweils italienische Meisterin und Vize-Europameisterin im Straßenrennen, bei den Weltmeisterschaften belegte sie 2021 den neunten und 2022 den achten Platz. Bei Rennen des nationalen Kalenders erzielte sie 2022 elf weitere Erfolge. Nach der Saison erhielt sie erneut den Oscar tuttoBICI als Juniorin des Jahres.
Mit dem Wechsel in die U23 erhielt Ciaboccio zur Saison 2023 unmittelbar einen Vertrag beim UCI Women’s WorldTeam DSM. Ihr bisher wertvollstes Ergebnis war der siebte Platz beim Pfeil von Brabant 2024.

## Ehrungen
- Oscar tuttoBICI – Newcomerin des Jahres 2018[2]
- Oscar tuttoBICI – U17-Fahrerin des Jahres 2020[3]
- Oscar tuttoBICI – Juniorin des Jahres 2022[4]

## Erfolge
2021
- Italienische Junioren-Meisterin – Straßenrennen
- Junioren-Europameisterschaften – Straßenrennen

2022
- Italienische Junioren-Meisterin – Straßenrennen
- Junioren-Europameisterschaften – Straßenrennen

2025
- Nachwuchswertung Tour Down Under
- Nachwuchswertung Setmana Valenciana